# Michałkowicka Kępa
Michałkowicka Kępa – użytek ekologiczny w dorzeczu Brynicy (Rów Michałkowicki) w Siemianowicach Śląskich-Michałkowicach. 
Użytek ekologiczny Michałkowicka Kępa został powołany 27 lutego 1997 roku na mocy uchwały Rady Gminy Siemianowice (Uchwała RG Siemianowice Śląskie Nr 279/97). Cały obszar źródliskowy Rowu Michałkowickiego to siedlisko wielu rzadkich gatunków roślin i zwierząt. Obejmuje teren o powierzchni 3,25 ha.

## Fauna
W obrębie Rowu Michałkowickiego bytują: kumaki nizinne, ropuchy zielone i żaby brunatne.

## Flora
Występuje tu roślinność charakterystyczna dla terenów podmokłych: trzcina, bez czarny, karbieniec, ponikło błotne, sit rozpierzchły, turzyce, uczep trójlistkowy, rdest ziemnowodny, wyczyniec kolankowy, jaskier jadowity, wierzba wiciowa, wierzba pięciopręcikowa i topole czarne. 